# Кіета
Кіета (англ. Kieta, ток-пісін Kieta) — місто в Папуа Новій Гвінеї.

## Географія
Кіета лежить на схід від Арави на східному узбережжі острова Бугенвіль.

### Клімат
Місто знаходиться у зоні, котра характеризується вологим тропічним кліматом. Найтепліший місяць — січень із середньою температурою 27.8 °C (82 °F). Найхолодніший місяць — липень, із середньою температурою 26.1 °С (79 °F).
| Клімат Кіети            | Клімат Кіети | Клімат Кіети | Клімат Кіети | Клімат Кіети | Клімат Кіети | Клімат Кіети | Клімат Кіети | Клімат Кіети | Клімат Кіети | Клімат Кіети | Клімат Кіети | Клімат Кіети | Клімат Кіети |
| Показник                | Січ.         | Лют.         | Бер.         | Квіт.        | Трав.        | Черв.        | Лип.         | Серп.        | Вер.         | Жовт.        | Лист.        | Груд.        | Рік          |
| Абсолютний максимум, °C | 35           | 35           | 35           | 34           | 34           | 33           | 33           | 33           | 33           | 34           | 35           | 34           | 35           |
| Середній максимум, °C   | 31           | 31           | 31           | 30           | 30           | 30           | 29           | 29           | 30           | 31           | 31           | 31           | 30           |
| Середня температура, °C | 27           | 27           | 27           | 27           | 26           | 26           | 26           | 26           | 26           | 27           | 27           | 27           | 26           |
| Середній мінімум, °C    | 24           | 23           | 24           | 24           | 23           | 23           | 23           | 23           | 23           | 23           | 23           | 23           | 23           |
| Абсолютний мінімум, °C  | 17           | 18           | 21           | 21           | 18           | 20           | 21           | 21           | 20           | 20           | 20           | 18           | 17           |
| Норма опадів, мм        | 260          | 270          | 280          | 290          | 230          | 220          | 270          | 230          | 200          | 240          | 240          | 230          | 3030         |
| Днів з дощем            | 15           | 16           | 16           | 16           | 15           | 15           | 15           | 15           | 15           | 16           | 16           | 15           | 188          |
| Вологість повітря, %    | 79           | 77           | 78           | 80           | 80           | 82           | 80           | 80           | 79           | 76           | 78           | 76           | 79           |
| ----------------------- | ------------ | ------------ | ------------ | ------------ | ------------ | ------------ | ------------ | ------------ | ------------ | ------------ | ------------ | ------------ | ------------ |
| Джерело: Weatherbase    |              |              |              |              |              |              |              |              |              |              |              |              |              |